# Jalboi River
Der Jalboi River ist ein Fluss im Norden des australischen Northern Territory.

## Geografie

### Flusslauf
Der Fluss entspringt an den Südhängen des Mount Throsby und fließt nach Süden. Der Mount Chapman lenkt ihn nach Südosten ab, wo er eine etwa 25 Kilometer lange Flussaue mit vielen parallelen Kanälen bildet. Ungefähr 20 Kilometer östlich des Berges mündet er in den Roper River.

### Nebenflüsse mit Mündungshöhen
- Accident Creek – 37,5 m[1]